# سكيب غاريبالدي
سكيب غاريبالدي (بالإنجليزية: Skip Garibaldi)‏ هو رياضياتي أمريكي وصاحب أبحاث في الزمر الجبرية وخاصةً زمر لي البسيطة. وهو حاليًّا أستاذ في جامعة إيموري.